# Ladislav Egri
Ladislav Egri, též László Egri (* 30. ledna 1932), byl slovenský a československý politik Komunistické strany Slovenska maďarské národnosti a poúnorový poslanec Národního shromáždění ČSSR a Sněmovny lidu Federálního shromáždění.

## Biografie
Ve volbách roku 1964 byl zvolen za KSS do Národního shromáždění ČSSR za Západoslovenský kraj. V Národním shromáždění zasedal až do konce volebního období parlamentu v roce 1968. Patřil mezi 10 etnických Maďarů zvolených v roce 1964 do Národního shromáždění.
V roce 1961 byl zvolen do předsednictva slovenské organizace Československého svazu mládeže. V roce 1962 se zmiňuje coby účastník zasedání Ústředního výboru Komunistické strany Slovenska. K roku 1968 se profesně uvádí jako zástupce ředitele Strojní a traktorové stanice z obvodu Sládkovičovo.
Po federalizaci Československa usedl roku 1969 do Sněmovny lidu Federálního shromáždění (volební obvod Sládkovičovo), kde setrval do konce volebního období, tedy do voleb v roce 1971.